# Cassovia Steelers 2024
Questa voce raccoglie le informazioni riguardanti i Cassovia Steelers nelle competizioni ufficiali della stagione 2024.

## Divízió II 2024

### Stagione regolare
| 13 aprile 2024 1ª giornata | Cassovia Steelers | 20 – 0 (a tavolino) | Budapest Wolves 2 |  |

| Siklós 28 aprile 2024, ore 15:00 2ª giornata | Pécs Legioners | 14 – 10 | Cassovia Steelers | K.K. Autócentrum Kft. |

| Eger 1º giugno 2024, ore 14:00 5ª giornata | Eger Heroes | 44 – 7 | Cassovia Steelers | Eszterházy Károly Katolikus Egyetem DELTA épület |

| Debrecen 16 giugno 2024, ore 14:00 6ª giornata | DEAC Gladiators | 42 – 0 (14-0 6-0 6-0 16-0) | Cassovia Steelers | DEAC Sporttelep |

| 29 giugno 2024 8ª giornata | Cassovia Steelers | 22 – 6 | Győr Sharks 2 |  |

### Playoff
| Debrecen 14 luglio 2024, ore 14:00 Semifinale | DEAC Gladiators | 34 – 19 (6-6 8-7 8-0 12-6) | Cassovia Steelers | Légy Erős Sportegyesület |

## Statistiche di squadra
| Competizione      | %Vittorie | In casa | In casa | In casa | In casa | In casa | In casa | In trasferta | In trasferta | In trasferta | In trasferta | In trasferta | In trasferta | Totale | Totale | Totale | Totale | Totale | Totale |
| Competizione      | %Vittorie | G       | V       | N       | P       | Pf      | Ps      | G            | V            | N            | P            | Pf           | Ps           | G      | V      | N      | P      | Pf     | Ps     |
| ----------------- | --------- | ------- | ------- | ------- | ------- | ------- | ------- | ------------ | ------------ | ------------ | ------------ | ------------ | ------------ | ------ | ------ | ------ | ------ | ------ | ------ |
| Stagione regolare | .400      | 2       | 2       | 0       | 0       | 42      | 6       | 3            | 0            | 0            | 3            | 17           | 100          | 5      | 2      | 0      | 3      | 59     | 106    |
| Playoff           | .000      | 0       | 0       | 0       | 0       | 0       | 0       | 1            | 0            | 0            | 1            | 19           | 34           | 1      | 0      | 0      | 1      | 19     | 34     |
| Totale            | .333      | 2       | 2       | 0       | 0       | 42      | 6       | 4            | 0            | 0            | 4            | 36           | 134          | 6      | 2      | 0      | 4      | 78     | 140    |